# 天潢增二

天潢增二，即御夫座17（17 Aur, 17 Aurigae）或御夫座AR（AR Aurigae）是一颗位于御夫座的双星系统，距离地球约398光年。
天潢增二的两颗成员星蓝白色B-型主序星。它是一颗大陵五变星，平均视星等为+6.15，视星等在+6.15至+6.82之间变化，光变周期为4.13天。